# Liaison δ

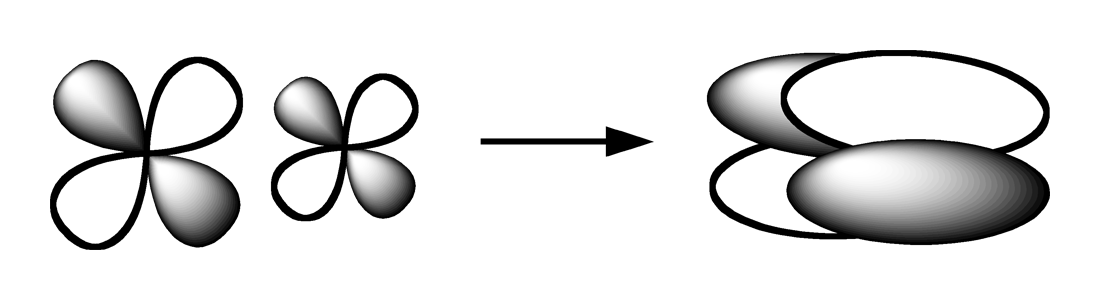
Formation d'une liaison δ par superposition de deux orbitales d.

En chimie, une liaison δ (prononcé delta) est une liaison chimique covalente dans laquelle quatre lobes d'une orbitale atomique occupée par un électron unique se recouvrent avec quatre lobes d'une orbitale occupée par un électron d'un autre atome. Il existe exactement deux plans nodaux entre les deux atomes liés passant par l'axe internucléaire,,,.

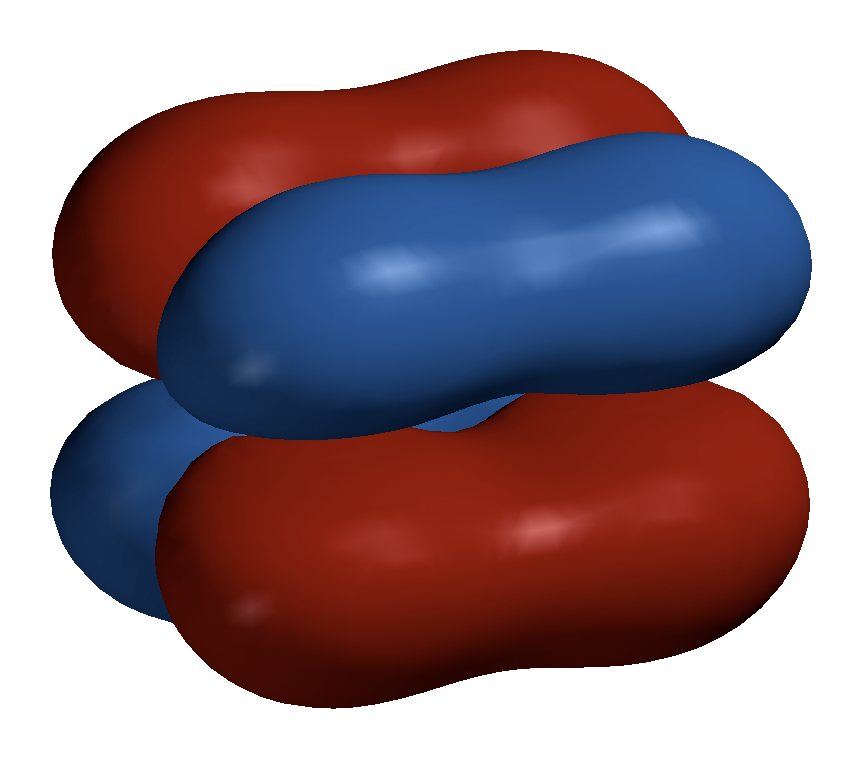
Représentation de la liaison δ du dimolybdène.

La lettre δ fait référence aux orbitales d dans la mesure où la symétrie de ces liaisons est la même que celle des orbitales d si l'on se place dans l'axe de la liaison. La symétrie d'une orbitale δ est différente de celle d'une orbitale π antiliante, qui présente un plan nodal passant par l'axe internucléaire et un second plan nodal perpendiculaire à cet axe entre les deux atomes. La notation δ a été introduite par Robert Mulliken en 1931.
Ce type de liaison s'observe dans les atomes qui présentent une orbitale d occupée avec une énergie suffisamment basse pour former une liaison covalente, par exemple dans les composés organométalliques de métaux de transition. Des composés de rhénium, de molybdène et de chrome contiennent ainsi des quadruples liaisons, formées d'une liaison σ, deux liaisons π et une liaison δ,. Le premier composé identifié avec une liaison δ est l'octachlorodirhénate de potassium(III) K2Re2Cl8. Frank Albert Cotton a publié en 1965 que la quadruple liaison de l'anion [Re2Cl8]2− contient une liaison δ. Le (cyclobutadiène)fer tricarbonyle (η4-C4H4)Fe(CO)3 pourrait également présenter une liaison δ entre une orbitale d de l'atome de fer et les quatre orbitales p de la molécule de cyclobutadiène C4H4.
Des liaisons φ et γ, en référence aux orbitales f et g, ont été théorisées mais n'ont pas été observées.